# Zeilen op de Middellandse Zeespelen 1955
Zeilen is een van de sporten die beoefend werden tijdens de Middellandse Zeespelen 1955 in Barcelona, Spanje. Er waren drie onderdelen, alle voor mannen.

## Uitslagen
| Event           | Goud   | Goud     | Zilver    | Zilver   | Brons     | Brons    |
| --------------- | ------ | -------- | --------- | -------- | --------- | -------- |
| Snipe           | Italië | 4800 ptn | Frankrijk | 4486 ptn | Spanje    | 4261 ptn |
| 505             | Italië | 1433 ptn | Frankrijk | 1132 ptn | Spanje    | 303 ptn  |
| Flying Dutchman | Italië | 956 ptn  | Spanje    | 956 ptn  | Frankrijk | 956 ptn  |

## Medaillespiegel
| Plaats | Land      | Goud | Zilver | Brons | Totaal |
| 1      | Italië    | 3    | 0      | 0     | 3      |
| 2      | Frankrijk | 0    | 2      | 1     | 3      |
| 3      | Spanje    | 0    | 1      | 2     | 3      |
| Totaal | Totaal    | 3    | 3      | 3     | 9      |

1955 · 1959 · 1963 · 1971 · 1975 · 1979 · 1983 · 1991 · 1993 · 1997 · 2001 · 2005 · 2009 · 2013 · 2018 · 2022
Atletiek · Basketbal · Boksen · Gewichtheffen · Gymnastiek · Hockey · Paardensport · Roeien · Rolhockey · Rugby · Schermen · Schietsport · Schoonspringen · Voetbal · Waterpolo · Wielersport · Worstelen · Zeilen · Zwemmen